# Bad Urach
Bad Urach is een plaats in de Duitse deelstaat Baden-Württemberg, gelegen in het Landkreis Reutlingen. De stad telt 12.473 inwoners.

## Geografie
Bad Urach heeft een oppervlakte van 55,50 km² en ligt in het zuidwesten van Duitsland. De stad bestaat uit vijf wijken: Hengen, Seeburg, Sirchingen, Bad Urach en Wittlingen.

## Geschiedenis
Uit opgravingen bij Urach is gebleken dat hier in de late oudheid of in de vroege middeleeuwen al een belangrijke nederzetting van de Alemannen moet zijn geweest. In de 12e eeuw was Urach in het bezit van een grafelijke familie, die door Egino I was gesticht. In 1265 verkocht graaf Heinrich von Fürstenberg de burcht en zijn meeste lokale bezittingen aan graaf Ulrich II van Württemberg. Tijdens de deling van de voormalige staat Württemberg tussen 1442 en 1482 was Urach de hoofdstad van de grafelijke linie Württemberg-Urach.
Sinds 1985 is Urach een door de staat erkend kuuroord. Het stadscentrum staat bekend om zijn vakwerkhuizen. In de omgeving staan nog diverse ruïnes van burchten.

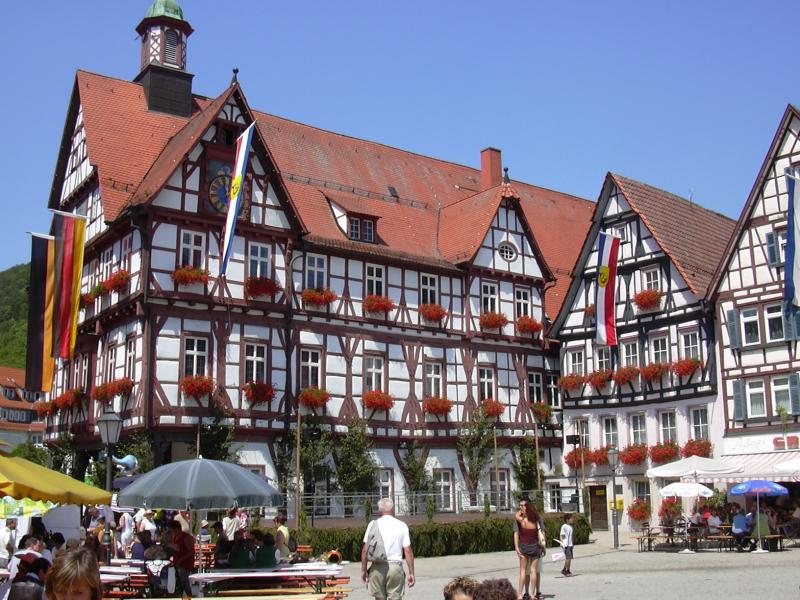
Het stadhuis van Urach

Bad Urach ·
Dettingen an der Erms ·
Engstingen ·
Eningen unter Achalm ·
Gomadingen ·
Grabenstetten ·
Grafenberg ·
Hayingen ·
Hohenstein ·
Hülben ·
Lichtenstein ·
Mehrstetten ·
Metzingen ·
Münsingen ·
Pfronstetten ·
Pfullingen ·
Pliezhausen ·
Reutlingen ·
Riederich ·
Römerstein ·
St. Johann ·
Sonnenbühl ·
Trochtelfingen ·
Walddorfhäslach ·
Wannweil ·
Zwiefalten
Gutsbezirk Münsingen (gemeentevrij gebied)